# Флип (коктейль)
Флип (англ. flip, также egg flip — «яичный флип») — семейство коктейлей британского происхождения. Исторически изготовлялись на основе пива с добавлением взбитого яйца и какого-либо крепкого алкогольного напитка — обычно рома — и подавались в горячем виде. К XXI веку рецептура претерпела существенные изменения: современные флипы не содержат пива, могут готовиться с самыми разными алкогольными напитками и подаются в холодном виде.

## Происхождение

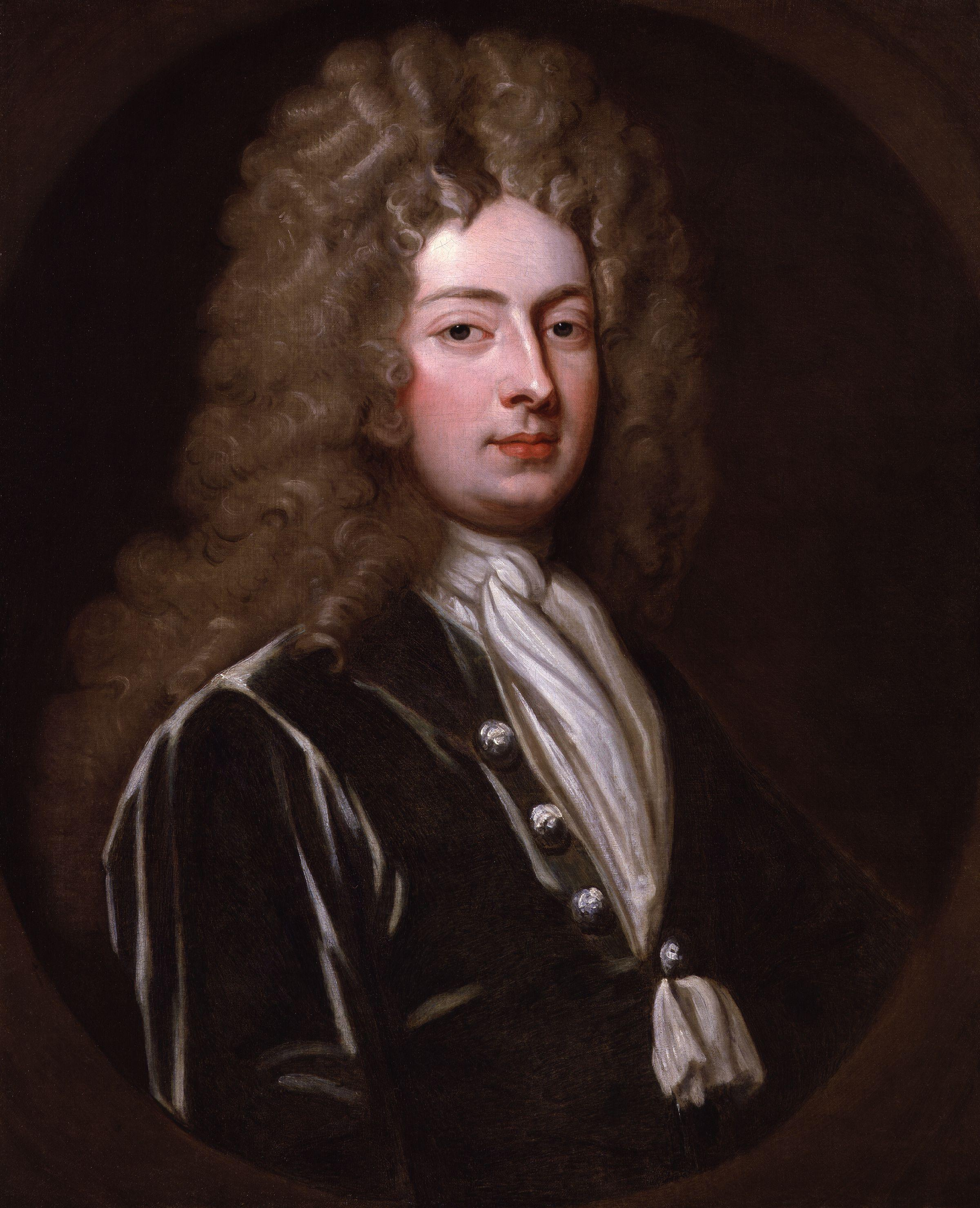
Уильям Конгрив, первым упомянувший о флипе в литературе

Флип, изобретённый в Великобритании, принадлежит к числу весьма старинных коктейлей: первые документированные упоминания о нём относятся к концу XVII века. Так, в пьесе британского драматурга Уильяма Конгрива «Любовь за любовь», вышедшей в 1695 году, один из персонажей, моряк, так описывает свою жизнь:
Мы, моряки, народ веселый: нам особо не о чем печься. Живём в море, едим галеты, да пьем флип... (англ. We're merry folks, we sailors: we han't much to care for. Thus we live at sea; eat biscuit, and drink flip...)
Изначально флип готовился на основе пива, в которое добавлялись ром, сахар, сырое яйцо и различные пряности. Напиток подавался исключительно в горячем или теплом виде. Название коктейля, по одной из версий, связано именно со способом его разогревания: для этих целей традиционно использовались утюги, которые в те времена наполнялись горячими углями. В результате якобы приготовление напитка стало прочно ассоциироваться с потрескиванием углей в утюге и обеспечило его название — от английского «flip» — «щелчок».
Уже в XVIII веке флип в Великобритании был достаточно распространённым согревающим напитком, пользовавшимся особенной популярностью в зимний период. Постепенно сложилась традиция подавать флип 1 января, наутро после празднования Нового года — об этом, в частности, упоминает в своих работах Вальтер Скотт.

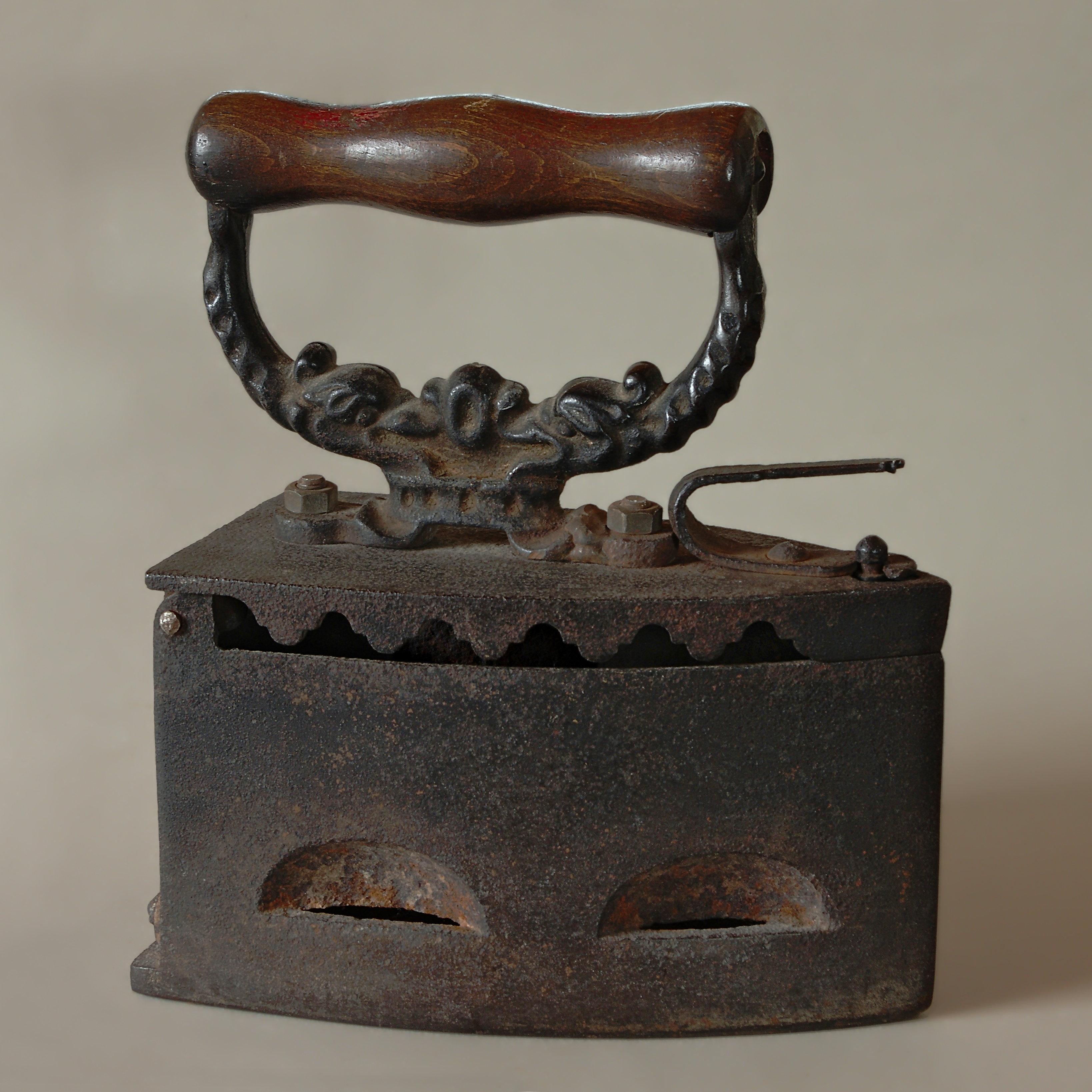
Угольный утюг служил наиболее распространённым средством для нагрева флипа

Ром оставался наиболее распространённым крепким ингредиентом напитка, хотя иногда он заменялся джином. Большая часть рецептов того времени предусматривает использование во флипе темных сортов рома в сочетании с элем в соотношении примерно 1 к 9. Из пряностей наиболее ходовыми были мускатный орех, корица и имбирь. Пить флип было принято сразу же после приготовления, поскольку в противном случае яйцо могло отделиться от основной жидкости.
Упоминания об изготовлении и употреблении флипа встречаются на страницах английской художественной литературы и публицистики достаточно часто. Так, в вышедшем в свет в 1748 году романе Тобайаса Смоллета «Приключения Родрика Рэндома» главного героя и его товарища, никогда прежде не пробовавших флипа, угощает этим «божественным напитком» втирающийся к ним в доверие картёжный шулер. В результате кошельки юных провинциалов, которые «нашли эту смесь весьма вкусной и выпили изрядно», становятся лёгкой добычей мошенника.
В британском юмористическом журнале «Фигаро в Лондоне» за май 1836 года приводится текст шутливой песенки, посвящённой пинте пива: последняя сравнивается с флипом, подававшимся в лондонском питейном заведении «У Пила»:
И пусть, сердечный друг,

Густая влага пива

Не так мила, как тёплый флип у Пила,

Но откровеннее она...
(англ. Friend of my soul, this heavy wet,

'Tis very lovely beer;

'Tis not so nice as Peel's egg flip,

But damme more sincere... )
Другое юмористическое издание, «Панч», в 1848 году опубликовало хвалебный отзыв о флипе как о напитке, способном «в суровую пору согреть остывшее сердце»:
В это обычно суровое время года веселящая кружка яичного флипа и умиротворяющий стакан сиропа из бузины со специями пользуются большим спросом как средство приподнять упавшее настроение и согреть самые потаённые недра остывшего сердца… (англ. This usually inclement season of the year, the cheerful mug of egg-flip and the comforting tumbler of hot-spice, elder cordial are in great request as the means of raising low spirits and warming the cockles of the chilled heart…)

## Эволюция напитка

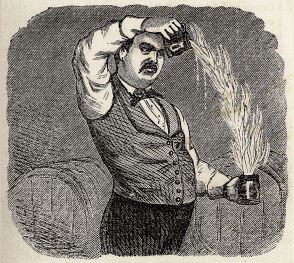
Джеремия Томас, первым опубликовавший рецепты приготовления флипов

В XIX веке практика приготовления флипа распространилась в британских колониях и США. При этом его рецептура постепенно менялась. Коктейль стали подавать не только горячим, но и холодным. Пиво, изначально бывшее его основным ингредиентом, нередко заменялось водой, а крепкие напитки, добавлявшиеся в смесь, стали более разнообразными. При этом взбитое яйцо осталось обязательной составляющей напитка. Так, в руководстве по изготовлению коктейлей, составленном в 1862 году известным американским барменом и миксологом Джеремией Томасом, приводятся рецепты флипа как на пиве, так и на воде с добавлением рома, бренди, виски, джина и портвейна. При этом подчеркивается, что именно хорошо взбитое яйцо является неизменным ингредиентом флипа и определяет его качество: на кварту напитка рекомендовалось использовать 3-4 яйца. Сколь-либо четких норм в отношении сахара и пряностей Томас не приводит, советуя добавлять их в смесь по вкусу. Большая часть его рецептов предполагает подачу коктейля в горячем виде, но описываются и холодные варианты.
В результате подобной эволюции флип по составу сблизился с другим традиционным коктейлем британского происхождения — эгг-ногом, в котором также используются взбитое яйцо, пряности и различные виды алкоголя. Фактически, единственным различием стало то, что основную часть жидкости в эгг-ноге составляют молоко или сливки.
В XX веке эволюция флипа продолжилась прежде всего за счёт снижения доли либо полного изъятия из его состава пива и воды: вместо них в напиток стали примешивать небольшие порции сиропа или фруктового сока, сопоставимые по объему с долей алкоголя. В результате объем стандартной порции коктейля существенно уменьшился, а его крепость заметно увеличилась.

## Современная рецептура
Во второй половине XX века сложилось целое семейство коктейлей-флипов, более крепких по сравнению с изначальными вариациями и подающихся исключительно в холодном виде. Алкогольные ингредиенты могут быть самыми различными: помимо упоминавшихся выше, используются также херес, разнообразные ликёры и вина, в том числе игристые, в то время как ром применяется достаточно редко. Существуют также рецепты безалкогольного флипа. Яйцо обычно используется целиком, но нередко в ход идёт либо желток, либо белок. Единственным флипом, внесённым в официальный список коктейлей Международной ассоциации барменов, является «порто-флип», представляющий собой смесь из 45 мл красного портвейна, 15 мл бренди и яичного желтка.
Во всех случаях ингредиенты перемешиваются в миксере либо в шейкере со льдом. Готовый напиток представляет собой непрозрачную жидкость кремового, розового, коричневого или желтоватого цвета, покрытую легкой светлой пенкой. Его крепость обычно колеблется в пределах 15—22 градусов.
Современные флипы употребляются обычно в качестве дижестива. Сколь-либо чётких норм в отношении посуды, в которой подаются коктейли этого типа, не существует. Для этих целей могут использоваться небольшие бокалы различной формы, креманки или невысокие стаканы. Поверхность напитка часто посыпается тёртым мускатом, шоколадом или сахарной пудрой.